# Xinichilvo
Xinichilvo är en ort i Mexiko.   Den ligger i kommunen Chenalhó och delstaten Chiapas, i den sydöstra delen av landet, 800 km öster om huvudstaden Mexico City. Xinichilvo ligger 1 605 meter över havet och antalet invånare är 448.
Terrängen runt Xinichilvo är huvudsakligen kuperad, men åt nordost är den bergig. Runt Xinichilvo är det tätbefolkat, med 319 invånare per kvadratkilometer. Närmaste större samhälle är Cancuc, 4,1 km öster om Xinichilvo. I omgivningarna runt Xinichilvo växer i huvudsak städsegrön lövskog.